# كوانك
كوانك (بالفارسية: کوانک) هي قرية تقع في قسم ميزدج عليا الريفي في إيران. يقدر عدد سكانها بـ 257 نسمة بحسب إحصاء 2016.